# Playa de Benítez
Playa de Benítez är en strand i Spanien. Den ligger i regionen Ceuta, i den södra delen av landet, 500 km söder om huvudstaden Madrid.